# Perfgau
Der Perfgau (pagus Pernaffa) war ein mittelalterlicher Gau im Grenzgebiet von Hessen und Nordrhein-Westfalen auf hessischer Seite. Er hatte seinen Namen nach der Perf (Pernaffa), einem Nebenfluss der Lahn im Landkreis Marburg-Biedenkopf, im nördlichen Gladenbacher Bergland.
Der Perfgau umschloss das Gebiet um die Mark Breidenbach, welche ursprünglich wohl auch die Orte Mandeln, Laasphe, Hesselbach, Puderbach, Niederlaasphe, Fischelbach und Ditzrod, Eibelshausen, Eiershausen und Hirzenhain beinhaltete. Unsicher sind die Orte Ewersbach, Straßeneberbach und Steinbrücken, welche innerhalb der damals angelegten Hege liegen, die aber ansonsten zur Haigerer Mark gerechnet werden. 
Unsicher ist auch, ob die Mark Dautphe im Osten des Perfgaus hinzugerechnet wird. Otto Renkhoff wie auch Ulrich Lennarz zählen sie als Sondereinheit hinzu und begründen dies unter anderem mit einem so genannten Gerichtsgipfel, der sich an der Grenze zwischen dem Breidenbacher Grund und dem Gericht Dautphe befindet. Erst später würde sich das Gebiet dann in die beiden Teile Mark Breidenbach und Mark Dautphe aufgeteilt haben.
Für 1238 ist eine Unterteilung des ehemaligen Perfgaues in die Zenten Breidenbach, Dautphe und Lixfeld überliefert, die allesamt zur Grafschaft Battenberg gehörten.
Einziger bekannter Graf im Perfgau war:
- Eberhard, † 23. Oktober 939 bei Andernach, „Herzog von Franken“, 909 Laienabt von Sankt Maximin in Trier, 913 Graf im Hessengau und Perfgau, 913 und 928 Graf in Oberlahngau, 914 Markgraf, 936 Truchsess, 938 Pfalzgraf, der Bruder des Königs Konrad I. aus der Familie der Konradiner